# علي آغا
علي آغا قرية سورية تتبع ناحية اليعربية في منطقة المالكية التابعة لمحافظة الحسكة. بلغ عدد سكانها 960 نسمة عام 2004.
تقع على بعد 18 كم تقريبا إلى الغرب من بلدة اليعربية.